# Stanisława Wysocka

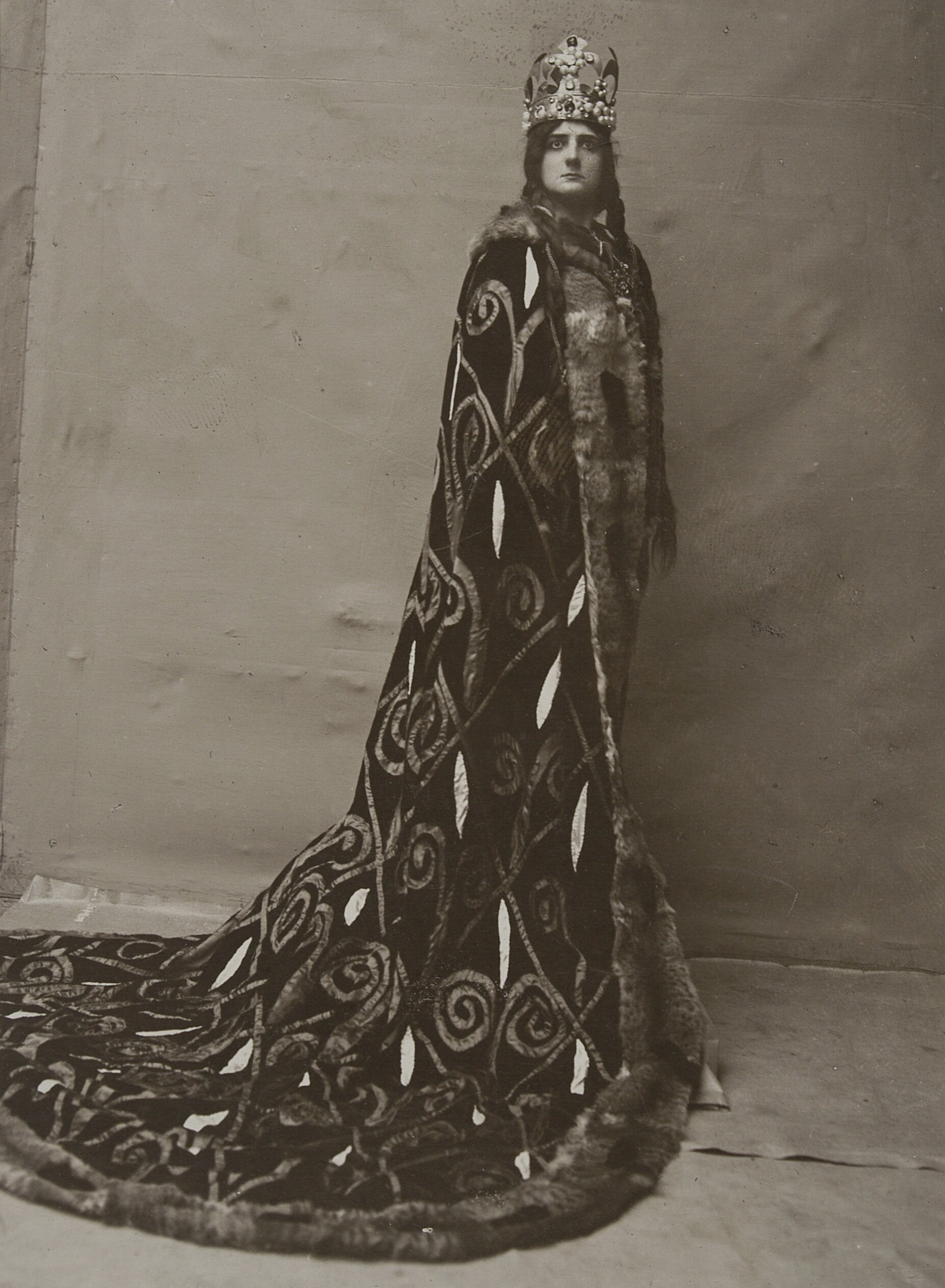
Stanisława Wysocka w roli tytułowej w Balladynie Juliusza Słowackiego, fotografia wykonana w 1915

Stanisława Wysocka z Dzięgielewskich, secundo voto Stanisławska (ur. 7 maja 1877 w Warszawie, zm. 17 stycznia 1941 tamże) – polska aktorka, reżyser teatralny, dyrektor teatrów.

## Życiorys
W 1893 ukończyła prawdopodobnie państwowe gimnazjum rosyjskie w Warszawie. Następnie uczyła się pod kierunkiem Józefa Kotarbińskiego i Wincentego Rapackiego w Klasie Dykcji i Deklamacji przy Warszawskim Towarzystwie Muzycznym. Karierę zaczynała w teatrach objazdowych. Początkowo występowała pod pseudonimem Wilska. Nazwisko Wysocka przyjęła po mężu Kazimierzu, aktorze, którego poślubiła w 1896. W latach 1901–1911 była aktorką Teatru Miejskiego w Krakowie. W latach 1913–1914 grała w Teatrze Polskim w Warszawie. I wojnę światową spędziła w Kijowie, prowadząc eksperymentalny Teatr Studya. Założony na wzór słynnego Studio MChT Konstantina Stanisławskiego i oparty na praktyce teatralnej jego wielkiego ucznia, Wsiewołoda Meyerholda. Po wojnie wróciła do Polski i do 1922 grała w Teatrze Narodowym (ówcześnie nazywamy jeszcze Teatrem Rozmaitości) w Warszawie. W latach 1923–1925 grała i reżyserowała w Teatrze im. Słowackiego w Krakowie. W sezonie 1926/27 kierowała Teatrem Miejskim w Lublinie. W latach 1927–1930 grała i pracowała i jako główny reżyser w Teatrze Polskim w Poznaniu. Sezon 1931/32 spędziła w Teatrze Miejskim w Wilnie. Sezon 1932/33 to praca w Teatrze Miejskim i Teatrze Kameralnym w Łodzi. Potem wróciła do Warszawy, gdzie grała do wybuchu II wojny światowej (ostatni raz wystąpiła na scenie 5 września 1939). Nazywano ją „nową Modrzejewską”.
W latach 1921–1923 kierowała Państwową Szkołą Dramatyczną przy Konserwatorium Muzycznym w Warszawie. Od 1934 była wykładowcą PIST-u. W czasie II wojny światowej współpracowała z konspiracyjnym PIST-em i do końca życia udzielała lekcji.
Matka pianistki Janiny Wysockiej-Ochlewskiej. Została pochowana na cmentarzu Rakowickim w Krakowie (kwatera PAS 57-wsch-po prawej Strycharskich).

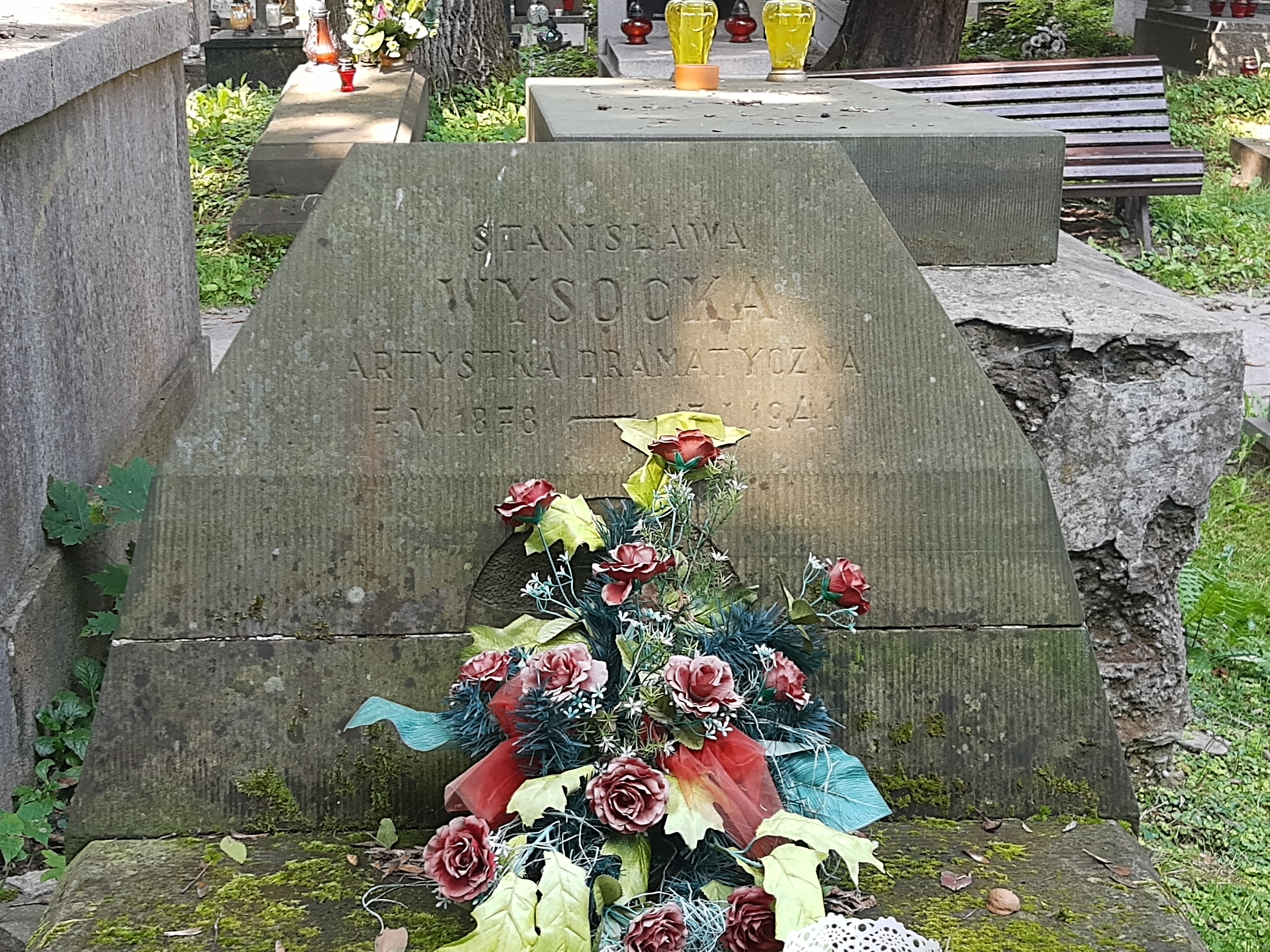
Grób Stanisławy Wysockiej na cmentarzu Rakowickim

## Filmografia
- 1929: Mocny człowiek (babka Bieleckiego)
- 1929: Ponad śnieg (Rudomska)
- 1935: Jaśnie pan szofer (ciotka Boratyńskiego)
- 1936: Trędowata (księżna Podhorecka)
- 1937: Dziewczęta z Nowolipek (Mossakowska)
- 1938: Druga młodość (babka Jerzego)
- 1938: Dziewczyna szuka miłości (matka Jerzego)
- 1938: Gehenna (stara niania Ksenobia)
- 1938: Granica (ciotka Elżbiety)
- 1938: Kobiety nad przepaścią (Kwaśniewska, matka Poli)
- 1938: Ludzie Wisły (Matyjaska)
- 1938: Wrzos (babka)
- 1939: O czym się nie mówi... (Romanowa)
- 1939: Włóczęgi (babcia, baronowa von Dorn)
- 1939: Nad Niemnem (Marta Korczyńska)[5]
- 1939/1946: Czarne diamenty (matka Nawrata)

## Ordery i odznaczenia
- Krzyż Oficerski Orderu Odrodzenia Polski (11 listopada 1935)[6]
- Złoty Krzyż Zasługi (23 czerwca 1927)[7]
- Złoty Wawrzyn Akademicki (5 listopada 1935)[8]